# Scopula tremula
Scopula tremula là một loài bướm đêm trong họ Geometridae.